# Stoneleigh (Surrey)
Stoneleigh – wieś w Anglii, w hrabstwie Surrey, w dystrykcie Epsom and Ewell. Leży 19 km na południowy zachód od centrum Londynu. W 2001 miejscowość liczyła 8387 mieszkańców.